# Kierowca (film 1978)
Kierowca (ang. The Driver) – amerykańsko-brytyjski film akcji z 1978 roku, wyreżyserowany przez Waltera Hilla.
Film zarobił 2 958 988 koron szwedzkich w Szwecji.

## Obsada
Źródło: Filmweb
- Reżyseria − Walter Hill
- Scenariusz − Walter Hill
- Zdjęcia − Philip H. Lathrop
- Muzyka − Michael Small
- Scenografia − David M. Haber
- Producent − Lawrence Gordon
- Producent wykonawczy − Frank Marshall
- Montaż − Tina Hirsch, Robert K. Lambert
- Kostiumy − Jack Bear, Robert Cornwall, Jennifer L. Parsons
  - Aktorska:
- Ryan O’Neal − kierowca
- Bruce Dern − detektyw
- Isabelle Adjani − hazardzistka
- Ronee Blakley − łączniczka
- Joseph Walsh − bandyta w okularach
- Rudy Ramos − bandyta
- Nick Dimitri − bandyta w niebieskiej masce
- Bob Minor − bandyta w zielonej masce

## Fabuła
Świetny kierowca (Ryan O’Neal) wynajmuje się przestępcom, zapewniając im ucieczkę z miejsca napadu kradzionym samochodem. Policjant postanawia złapać kierowcę i stara się zastawić na niego pułapkę.